# Karl Imig
Karl Imig (* 20. November 1895 in Sulzbach/Saar; † 1. September 1954 in Saarbrücken) war ein deutscher Jurist und Präsident des Oberlandesgerichts Saarbrücken.

## Leben
Karl Imig wurde als Sohn des Superintendenten Karl Peter Imig (1864–1939) und dessen Ehefrau Klara Schaffberg (* 1876) geboren, absolvierte ein Studium der Rechtswissenschaften und legte am 19. Dezember 1918 in Köln die erste juristische Staatsprüfung ab. Nach dem Referendariat am Amtsgericht Sulzbach/Saar folgte am 8. Oktober 1923 in Berlin das Große juristische Staatsexamen mit der anschließenden Berufung zum Gerichtsassessor im Auswärtigen Amt. Zum 1. November 1925 wechselte er in den Justizdienst und wurde Amtsgerichtsrat beim Amtsgericht Danzig. Mit Jahresbeginn 1927 wurde er zum Landgerichtsrat in Danzig ernannt.
Zum 1. April 1932 folgte der Wechsel in das Kultusministerium  in Berlin, wo er zum Ministerialrat ernannt wurde.
Am 1. Oktober 1933 kehrte er in die Justizverwaltung zurück und wurde Landgerichtsdirektor in Hannover. Bereits nach einem Monat folgte die Abordnung in gleicher Funktion zum Landgericht Saarbrücken. Wo er am 16. April 1935 zum Landgerichtsdirektor ernannt wurde. 
Nach dem Krieg wechselte er vom Landgericht Saarbrücken in das Justizministerium in Saarbrücken. Nachdem 1948 seine politische Haltung überprüft worden war, wurde er am 17. März 1952 zum Senatspräsidenten am Oberlandesgericht Saarbrücken und am 15. Februar 1954 zum Präsidenten des Oberlandesgerichts Saarbrücken ernannt. 
Imig war politisch aktiv und trat der Deutschen Front bei, die für den Abstimmungskampf über die Saarabstimmung gegründet wurde und die Kräfte des bürgerlichen und nationalen Lagers bündeln sollte. Mit dem Anschluss des Saargebietes an das Deutsche Reich im Jahre 1935 ging die Deutsche Front in die Saar-NSDAP auf.
Zum 1. November 1935 trat er der NSDAP bei (Mitgliedsnummer 6.925.559), wurde Mitglied im Reichsbund der Deutschen Beamten und im Nationalsozialistischen Rechtswahrerbund. 
Zum 1. April 1936 wurde er Mitglied im Reichsluftschutzbund, im Verein für das Deutschtum im Ausland und im Reichskolonialbund.